# Meridià 15 a l'oest
El meridià 15 a l'oest de Greenwich és una línia de longitud que s'estén des del pol Nord travessant l'oceà Àrtic, Groenlàndia, l'oceà Atlàntic, Àfrica, l'oceà Antàrtic, i l'Antàrtida fins al pol Sud.
El meridià 15 a l'oest forma un cercle màxim amb el meridià 165 a l'est. Com tots els altres meridians, la seva longitud correspon a una semicircumferència terrestre, uns 20.003,932 km. Al nivell de l'Equador, és a una distància del meridià de Greenwich de 1.670 km.

## De Pol a Pol
Començant en el pol Nord i dirigint-se cap al pol Sud, aquest meridià travessa:
| Coordenades                             | País, territori o mar | Notes                                          |
| --------------------------------------- | --------------------- | ---------------------------------------------- |
| 90° 0′ N, 15° 0′ O / 90.000°N,15.000°O  | Oceà Àrtic            |                                                |
| 81° 55′ N, 15° 0′ O / 81.917°N,15.000°O | Groenlàndia           |                                                |
| 80° 44′ N, 15° 0′ O / 80.733°N,15.000°O | Oceà Atlàntic         | Mar de Groenlàndia                             |
| 66° 21′ N, 15° 0′ O / 66.350°N,15.000°O | Islàndia              |                                                |
| 64° 14′ N, 15° 0′ O / 64.233°N,15.000°O | Oceà Atlàntic         |                                                |
| 24° 35′ N, 15° 0′ O / 24.583°N,15.000°O | Sàhara Occidental     | Reclamat per Marroc                            |
| 21° 20′ N, 15° 0′ O / 21.333°N,15.000°O | Mauritània            |                                                |
| 16° 41′ N, 15° 0′ O / 16.683°N,15.000°O | Senegal               |                                                |
| 13° 48′ N, 15° 0′ O / 13.800°N,15.000°O | Gàmbia                |                                                |
| 13° 29′ N, 15° 0′ O / 13.483°N,15.000°O | Senegal               |                                                |
| 12° 41′ N, 15° 0′ O / 12.683°N,15.000°O | Guinea Bissau         |                                                |
| 10° 57′ N, 15° 0′ O / 10.950°N,15.000°O | Guinea                | Illa Katchet                                   |
| 10° 46′ N, 15° 0′ O / 10.767°N,15.000°O | Oceà Atlàntic         |                                                |
| 60° 0′ S, 15° 0′ O / 60.000°S,15.000°O  | Oceà Antàrtic         |                                                |
| 72° 4′ S, 15° 0′ O / 72.067°S,15.000°O  | Antàrtida             | Terra de la Reina Maud — reclamada per Noruega |